# Список умерших в 620 году

## Март
- 16 марта — Аббан, аббат Келл Аббана, святой.

## Дата смерти неизвестна или требует уточнения
- Аль-Ас ибн Ваиль ас-Сахми, вождь племени Сахм и один из ярых противников пророка Мухаммеда.
- Вртанес Кертог, армянский летописец и богослов.
- Идваллон ап Лливарх, король Брихейниога (580—620).
- Марнан, епископ скоттов, святой.
- Мирин из Бангора, отшельник из Бангора-на-Ди, святой.
- Мирин из Пэйсли, святой игумен из Пейсли.
- Нехтон II, король пиктов (597—620).
- Солатий, епископ Кёльна.
- Сунновей, епископ Кёльна.
- Чуло-хан Силиг-бег-шад, каган Восточно-тюркского каганата (619—620).